# Rickard Flinga
Rickard Viking Flinga, född 25 april 1951 i Buenos Aires, är en svensk-amerikansk författare och föreläsare, uppväxt i Kalifornien, USA. Han dömdes 1981 för mord i Texas. 
Flinga fick, efter att ha gift sig och fått barn, arbete i Texas och flyttade därför dit tillsammans med sin familj. Ungefär ett och ett halvt år senare sköt han ihjäl en medarbetare som han misstänkte för sexuellt övergrepp på sin då sjuåriga dotter. För detta dömdes Rickard Flinga till 45 år i fängelse. Senare dömdes Flinga till sju års ytterligare fängelse på grund av grov misshandel och mordförsök, vilket han begick under sin tid i fängelse.
Flinga satt fängslad i Texas under totalt 20 år. 
Tillsammans med Annika Östberg och Mikael Schiöld är Flinga en av de tre svenskar som suttit i amerikanskt fängelse för mord och som samtidigt uppmärksammats i media under de senaste tio åren. 
Flinga föddes som svensk medborgare eftersom hans föräldrar hade svenskt medborgarskap, men då han inte hade tillbringat minst tre månader i Sverige före sin 22-årsdag upphörde det svenska medborgarskapet.
Under fängelsetiden ansökte han om att få medborgarskapet återställt, vilket beviljades. När han frigavs innebar detta att han automatiskt utvisades till Sverige, ett land han inte satt sin fot i tidigare. 
Flinga startade sitt nya liv i Sverige bland annat med att 2005 skriva boken Iskallt och stenhårt: mina tjugo år i Texas fängelser om sin tid som fånge. Tom Alandh har gjort dokumentärfilmen En man kom från Texas om Flingas ankomst till Sverige.
Flinga är numera verksam bland annat som föreläsare på skolor och företag.